# Kritmossen
Kritmossen är en våtmark i Mörbylånga kommun på Öland och ingår i Ölands huvudavrinningsområde. Kritmossen ligger i Stora Alvaret Natura 2000-område.